# Zoltán
Zoltán ([ˈzoltaːn], ook Zolta) is een Hongaarse jongensnaam afgeleid van sultan of soltan, wat 'heerser' of 'vorst' betekent. Namen met dezelfde oorsprong zijn Solt en Zsolt, de overeenstemmende meisjesnaam is Zoltána.

## Naamdagen
- 8 maart
- 13 maart
- 23 juni
- 20 november

## Bekende Zoltáns
- Zoltán van Hongarije (ca. 896-950), heerser over Hongarije en zoon van Árpád, de stichter van Hongarije
- Zoltán Almási (1976), Hongaars schaker
- Zoltán Balog (1978), Hongaars voetballer
- Zoltán Berczik (1937-2011), Hongaars tafeltennisser
- Zoltán Czibor (1929-1997), Hongaars voetballer
- Zoltán Gera (1979), Hongaars voetballer
- Zoltán Gyimesi (1977), Hongaars schaker
- Zoltán Kodály (1882-1967), Hongaars componist
- Zoltán Nagy (1985), Hongaars voetballer
- Zoltán Pető (1974), Hongaars voetballer
- Zoltán Ribli (1951), Hongaars schaker
- Zoltán Szilágyi (1967), Hongaars zwemmer
- Zoltán Szilágyi, Hongaars mondharpbouwer
- Zoltán Szilágyi, Hongaars politicus voor de UDMR
- Zoltán Tildy (1889-1961), Hongaars staatsman
- Zoltán Tóth (1979), Hongaars kunstschaatser
- Zoltán Varga (1945), Hongaars voetballer
- Zoltán Varga (1970), Hongaars schaker

## Andere betekenissen
- Zoltan arcade een arcade apparaat.

Zoltán is tevens de Hongaarse naam van twee dorpen in Roemenië:
- Mihai Viteazu (Mureş), in het district Mureş
- Zoltan (Roemenië), in het district Covasna

- Zoltán
- Zoltán Almási
- Zoltán Balog
- Zoltán Berczik
- Zoltán Czibor
- Zoltán Gera
- Zoltán Gyimesi
- Zoltán Halmay
- Zoltán Harsányi
- Zoltán Horváth
- Zoltán Kammerer
- Zoltán Kaszab
- Zoltán Kelemen
- Zoltán Kelemen (kunstschaatser)
- Zoltán Kodály
- Zoltán Kodály-herdenkingsmuseum
- Zoltán Kósz
- Zoltán Kővágó
- Zoltán Magyar
- Zoltán Mechlovits
- Zoltán Nagy
- Zoltán Nagy (voetballer, 1985)
- Zoltán Nemere
- Zoltán Pető
- Zoltán Pisky
- Zoltán Remak
- Zoltán Remák
- Zoltán Ribli
- Zoltán Schenker
- Zoltán Sebescen
- Zoltán Stieber
- Zoltán Szathmáry
- Zoltán Szelesi
- Zoltán Szilágyi
- Zoltán Szilágyi (mondharpbouwer)
- Zoltán Szilágyi (politicus)
- Zoltán Szilágyi (zwemmer)
- Zoltán Székely
- Zoltán Szélesi
- Zoltán Tildy
- Zoltán Tóth
- Zoltán Varga
- Zoltán Varga (schaker)
- Zoltán Varga (voetballer)
- Zoltán van Hongarije